# Tarnóca-patak
A Tarnóca-patak a Mátrában ered, Nagyút településtől északnyugatra, Heves vármegyében, mintegy 400 méteres tengerszint feletti magasságban. A patak forrásától kezdve délnyugati irányban halad, majd Tarnazsadány nyugati részénél éri el a Tarnát.
A patakba torkollik a Száraz-ér Nagyúttól délre.

## Állatvilága
A Tarnóca-patak halfaunája a következő halfajokból áll: compó* (Tinca tinca), csuka* (Esox lucius), domolykó (Leuciscus cephalus), fenékjáró küllő (Gobio gobio), halványfoltú küllő (Gobio albipinnatus), kövi csík (Barbatula barbatula), naphal* (Lepomis gibbosus), nyúldomolykó* (Leuciscus leuciscus), sujtásos küsz (Alburnoides bipunctatus), fogassüllő (Sander lucioperca), széles durbincs* (Gymnocephalus baloni), szivárványos ökle* (Rhodeus sericeus), tarka géb (Proterorhinus marmoratus). A csillaggal jelzett halfajok egyedeit a korábbi felmérések során sikerült fellelni, míg a 2004-2006 közti időszakban nem bukkantak e fajok példányaira a kutatók.

## Part menti települések
a Tarnóca-patak mentén fekvő két településen összesen közel 1900 fő él.
- Nagyút
- Tarnazsadány
- Vécs